# Kranenburg (Oste)
Kranenburg (Nedersaksisch: Kranenborg) is een gemeente in de Duitse deelstaat Nedersaksen. De gemeente maakt deel uit van de Samtgemeinde Oldendorf-Himmelpforten in de Landkreis Stade.
Kranenburg telt 762 inwoners.

## Plaatsen in de gemeente Kranenburg
- Brobergen
- Kranenburg

## Geografie, economie
Brobergen ligt aan de rivier de Oste, twee kilometer ten zuidwesten van Kranenburg zelf.
Bij Brobergen, evenals bij het 4 km meer zuidelijk gelegen Gräpel, kunnen voetgangers en fietsers in het toeristenseizoen een gierpont over de Oste gebruiken, in dit geval een gemotoriseerd exemplaar, om vanuit Brobergen bij de boerderij Hollander Höfe aan de westoever te komen. Meestal kan men een bel luiden, waarna iemand de oversteek verzorgt. Het weggetje westwaarts tussen de boerderijen door komt op de langgerekte Ostendorfer Straße uit, linksaf naar Ostendorf, gemeente Bremervörde.
Er staat een windenergiepark tussen Kranenburg, Brobergen en Oldendorf. Voor het overige zijn de dorpen in de gemeente economisch gezien landbouw- en woonforensendorpen. Ook fietstoerisme is niet zonder betekenis. Door de gemeente lopen enkele fietsroutes, die via de gemeentelijke website gedownload kunnen worden, waaronder de toeristische fietsroute Deutsche Fährstraße (Duitse Veerpontenroute).

## Geschiedenis
Kranenburg wordt in 1320 als Kranenborgh voor het eerst in een document genoemd. De plaatsnaam betekent vermoedelijk: woonplek of kasteel op een locatie, waar veel kraanvogels voorkomen. In de middeleeuwen en de 16e eeuw waren de beide adellijke geslachten Von Marschalck en Von Brobergen hier zeer invloedrijk. Historische gebeurtenissen van meer dan plaatselijke betekenis zijn verder niet overgeleverd. Historische, monumentale gebouwen ontbreken nagenoeg geheel.

## Afbeeldingen

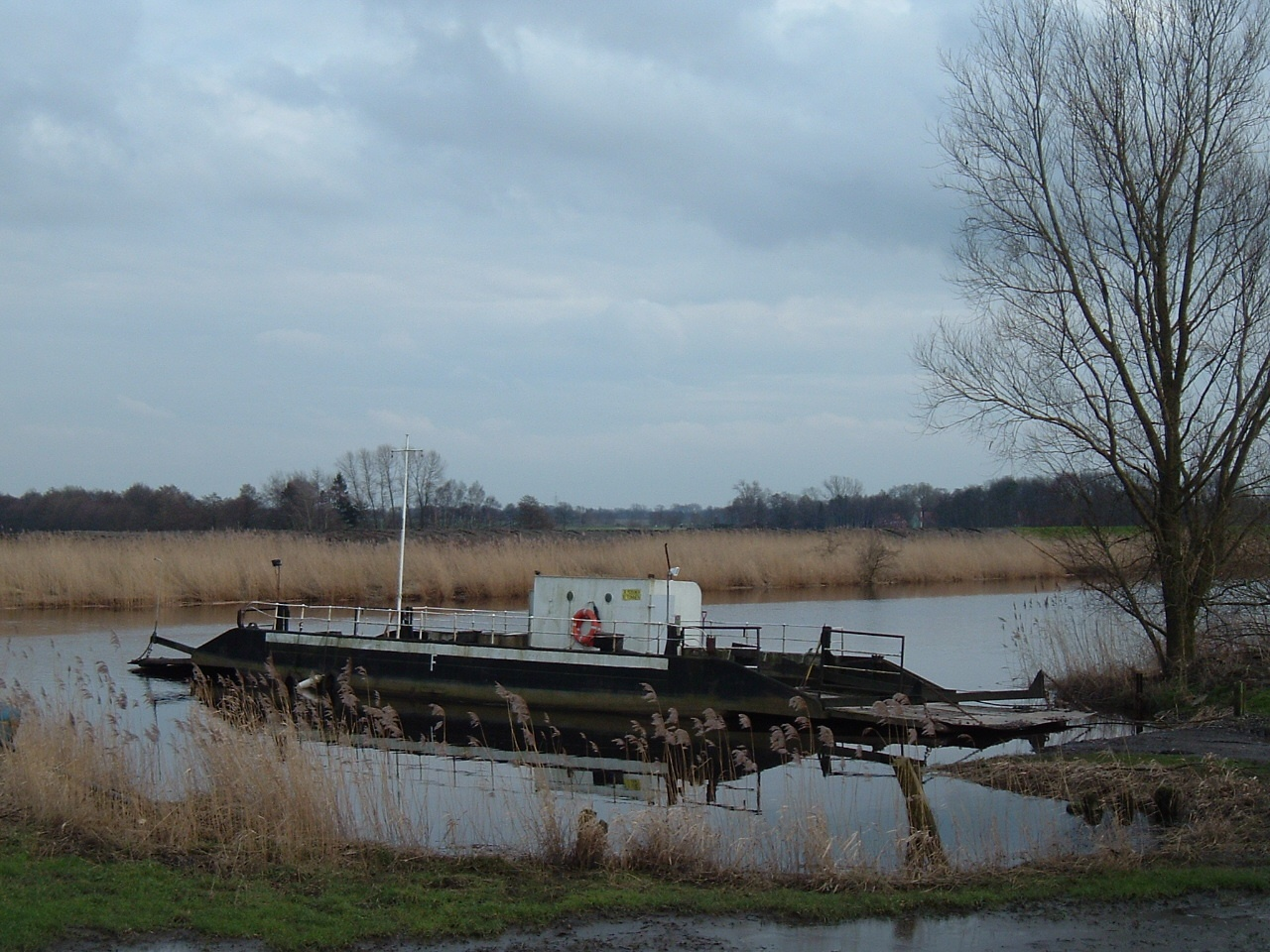
Veerpont over de Oste in Brobergen
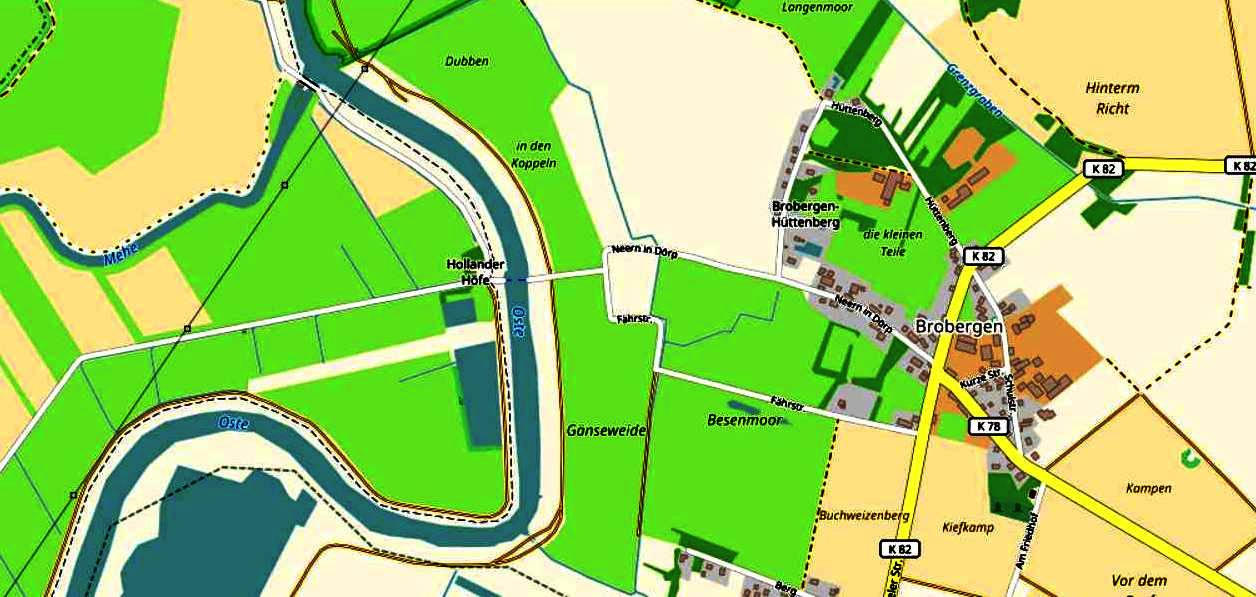
Situatiekaart veerpont